# Eridu
Eridu bylo dle tradice nejstarší město Sumeru, leželo na jihozápadě Mezopotámie a podle starších teorií původně na břehu Perského zálivu. Naplaveniny později posunuly mořský břeh o 150 km k jihovýchodu. Eridu leželo blízko dalších středisek – Uru a Obeidu.

## Objev Eridu
Město Eridu bylo objeveno pod pahorkem Abú Šahrejn 20 km jižně od Uru, čtyřicet kilometrů od současné Násiríje. První v Eridu kopal Angličan J. E. Taylor roku 1854, po něm Reginald Campbell Thompson až roku 1918. Ten zde nalezl klínopisné tabulky, jež město identifikovaly. V letech 1946–1949 zde začali kopat Iráčané. Průzkum vedl Fuad Safar, za pomoci britského poradce Iráckého muzea v Bagdádě Setona Lloyda. Vykopávky potvrdily, že sumerská tradice nelhala a šlo o jedno z nejstarších osídlených míst v jižní Mezopotámii. Průzkum prokázal, jak se tato oblast postupně odsouvala z centra sumerské civilizace. Sumerové obývali město asi do roku 2000 př. n. l., pak ho používali ještě nějaký čas jako pohřebiště. Postupně bylo zaváto písečnými dunami. Samotné Eridu pak bylo opuštěno někdy kolem r. 600 př. n. l.

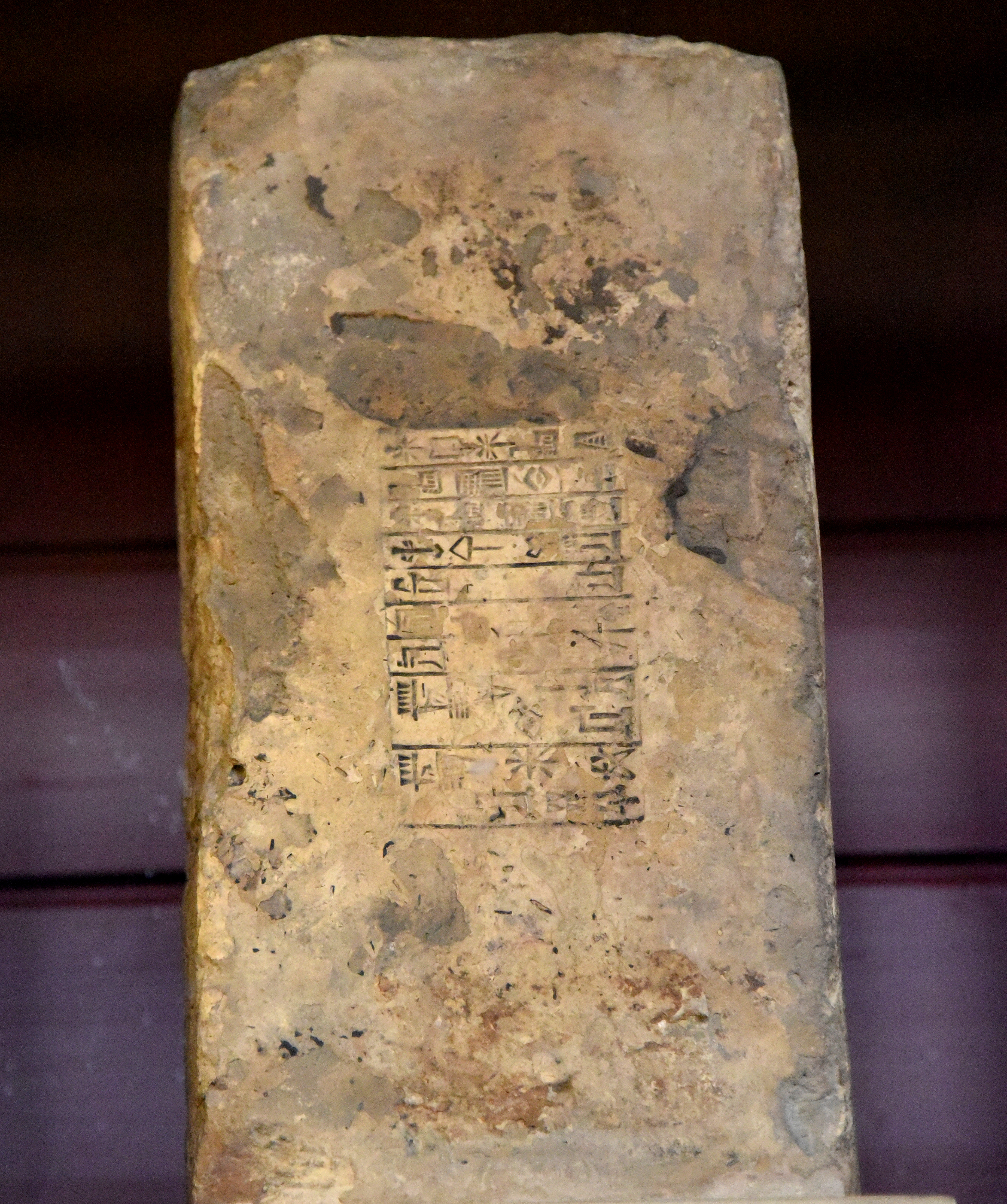
Vypálená hliněná deska z Eridu, na které je pečeť krála z Uru Amar-Sina
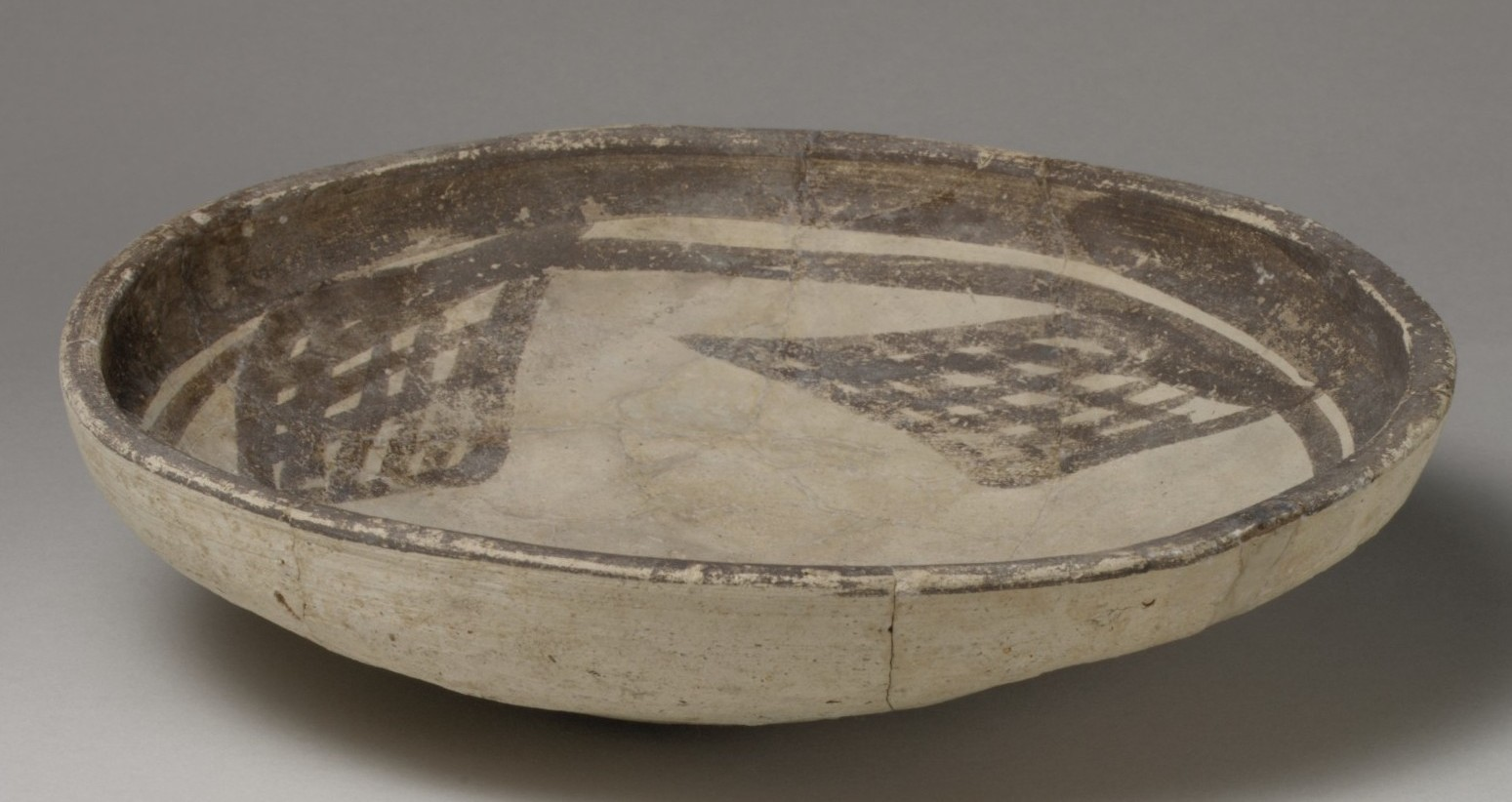
Miska vykopaná na hřbitově v Eridu

## Historický vývoj

### Kultura eridská (Obeid 1)
První známé stopy osídlení oblasti Eridu spadají do konce 6. tisíciletí př. n. l. Jih Mezopotámie je osídlen lidmi, kteří přibyli ze severních hor, hlavně z Kurdistánu, zčásti i z Luristánu a Chúzistánu. Jejich přítomnost dokumentuje tzv. kultura eridská podle hlavního naleziště (vrstvy 19.–16. ve vykopávkách), označovaná také jako kultura Obeid I. Už tehdy stál v Eridu chrám, postavený ze sušených cihel, několikrát přestavovaný. Měl obdélníkový půdorys s vchodem uprostřed užší strany, naproti byla obdélníková apsida, pilastry uprostřed naznačují pro další vývoj typické dělení chrámu na celu a antecelu. Uprostřed stál obětní stůl, v apsidě oltář.
Tato kultura má světlou keramiku s tmavohnědou malbou. Centrální geometrický námět (kříž, maltézský čtverec) je obklopen různými geometrickými motivy – klikaticemi, trojúhelníky a vlnovkami.

### Kultura hádží-muhammadská (Obeid 2)
Eridské vrstvy 14.–12. náleží kultuře hádží-muhammadské. Chrám v Eridu již má větší rozměry, hlavním archeologickým inventářem je keramika.

### Kultura obeidská (Obeid 3,4)
Zhruba o tisíc let mladší (4120 ± 160 př. n. l.) jsou v Eridu nálezy mladochalkolitické, náležející kultuře obeidské. V této době už vznikají v Mezopotámii první skutečná města s chrámy uprostřed.Ve městech se soustřeďuje hlavní hospodářská aktivita. V Eridu (vrstvy 11.–6. ve vykopávkách) byl chrám vybudován ze sušených cihel, byl dlouhý přes 18 m, centrální cela měla rozměry 10 × 6 m. Při užší stěně stál oltář a na konci cely obětní stůl. Vchod byl tentokrát uprostřed delší stěny. Cela byla obklopena menšími místnostmi, vedlo z nich schodiště do poschodí, kde asi byla skladiště a místnosti pro kněžstvo. Chrám v Eridu stál od nejstarších dob na témže místě, před každou přestavbou byl prostor kolem chrámu terasovitě upraven a chrám tak stál na vyvýšeném místě, přístupný po schodišti. Tak vzniká první mezopotamský zikkurat. Město již tehdy mohlo existovat jen na základě umělých závlah a směny s okolními vesnicemi.
Pro obeidskou kulturu jsou typické hlavně hliněné výrobky, proti dřívějšku je keramika hrubší a jednodušší. Vyrábí se masové užitkové zboží se základní výzdobou – klikatkami, půlobloučky, trojúhelníky, zřídka stylizovaným ptákem. Z tvrdé hlíny byly asi vyráběny i hřeby, srpy, sekeromlaty. Kultovní předměty svědčí o říční plavbě a rybolovu. Hlavním produktem Eridu byly datle. Eridu má již rozsáhlý hřbitov (přes 1000 hrobů), kostry v nich leží na zádech.

### Kultura urucká
Ve druhé polovině 4. tisíciletí př. n. l. vznikají v Mezopotámii v tzv. predynastickém období první státní útvary. Ačkoliv to není bezpečně prokázané, zřejmě je vytvořili už Sumerové. Hlavními lokalitami urucké kultury jsou Uruk, Eridu, Ur a Nippur. Keramika je poprvé vyráběna na hrnčířském kruhu, vypalována v peci, povrch je vyleštěn a zvnějšku červeně natřen. Z této kultury se zachovalo jen málo z architektury, právě v Eridu byla několikrát rozšířena chrámová terasa. V mladším období zde nalézáme časově první písemné památky na světě vůbec.

### Dynastické období
Sumerský královský seznam začíná výčtem „předpotopních“ králů Eridu. Jsou to Alulim, vládnoucí 28 800 let, a Alalgar, který vládl 36 000 let. Dle tohoto seznamu městem Eridu začínají sumerské dějiny. Jmenovaným legendárním králům jsou připisována fantastická léta vlády. Jsou hypotézy, že by mohlo jít o záměnu dnů za léta (stejně jako u prvních lidí v biblické knize Genesis). Království sestoupilo z nebes nejprve do města Eridu a odtud se šířilo do dalších míst.

## Eridu v mýtu
V sumerském bájesloví bylo Eridu domovem boha Enkiho, kterého Akkad převzal pod jménem Ea. Původně místní bůh města Eridu se postupně dostal mezi trojici všesumerských bohů s Anem a Enlilem, kteří tvořili vesmírný princip. Enki byl bohem vod a moudrosti. V epické skladbě Enki a Inanna se říká, že bohyně Inanna si po návštěvě svého otce Enkiho odvezla z Eridu veškeré jeho božské moci, zvané me, které v sobě zahrnovaly celou tehdejší náboženskou a materiální kulturu Sumerů, do města Uruku, kde měla svůj hlavní chrám. Mýtus Enki a Ninmach je nejznámější z řady mýtů o stvoření světa.
Babylónské texty hovoří o tom, že bůh Marduk vytvořil Eridu jako první město, které mělo být obydlím bohů. Básně říkají, že v Eridu žil první člověk – Adapa. Někteří vědci se domnívají, že právě eridský zikkurát byl předobrazem biblické babylónské věže.